# Franklin (Tasmania)
Franklin – miasto w Australii, w południowej części Tasmanii.